# Arquidiocese de Iaundé
A Arquidiocese de Iaundé (Archidiœcesis Yaundensis) é uma circunscrição eclesiástica da Igreja Católica situada em Iaundé, Camarões. Seu atual arcebispo é Jean Mbarga. Sua Sé é a Catedral Nossa Senhora das Vitórias.
Possui 158 paróquias servidas por 698 padres, abrangendo uma população de 2 858 245 habitantes, com 47,7% da dessa população jurisdicionada batizada (1 364 070 católicos).

## História
A prefeitura apostólica dos Camarões foi erigida em 18 de março de 1890, recebendo o território do vicariato apostólico das Duas Guinés (atual Arquidiocese de Libreville).
Em 2 de janeiro de 1905 a prefeitura apostólica foi elevada a vicariato apostólico com o breve Cum Nobis do Papa Pio X.
Em 12 de junho de 1923 e em 31 de março de 1931 cedeu porções do seu território para a ereção, respectivamente, das prefeituras apostólicas de Buéa (atualmente diocese) e de Douala (hoje arquidiocese).
Em 3 de abril de 1931 alterou seu nome para vicariato apostólico de Iaundé por efeito do breve Sub anulo Piscatoris do Papa Pio XI.
Em 3 de março de 1949, cedeu uma parte de seu território para o benefício da ereção do vicariato apostólico de Doumé (atual Diocese de Doumé-Abong' Mbang).
O vicariato apostólico foi elevado à dignidade de arquidiocese metropolitana em 14 de setembro de 1955 com a bula Dum tantis do Papa Pio XII.
Em 24 de junho de 1961, 6 de julho de 1965 e 3 de julho de 1987, cedeu outras partes de seu território em benefício da ereção, respectivamente, da Diocese de Mbalmayo, da prefeitura apostólica de Bafia (hoje uma diocese) e da Diocese de Obala.
Entre 10 e 14 de agosto de 1985 e entre 14 e 16 de setembro de 1995 recebeu a visita apostólica do Papa João Paulo II.
Entre 17 e 20 de março de 2009, recebeu a visita apostólica do Papa Bento XVI.

## Prelados
| #                        | Nome                            | Período    | Notas                              |
| Arcebispos               | Arcebispos                      | Arcebispos | Arcebispos                         |
| ------------------------ | ------------------------------- | ---------- | ---------------------------------- |
| 5º                       | Jean Mbarga                     | 2014-atual |                                    |
| 4º                       | Simon-Victor Tonyé Bakot        | 2003-2013  |                                    |
| 3º                       | André Wouking †                 | 1998-2002  |                                    |
| 2º                       | Jean Zoa †                      | 1961-1998  |                                    |
| 1º                       | René Graffin, C.S.Sp. †         | 1955-1961  |                                    |
| Bispos                   |                                 |            |                                    |
| 4º                       | René Graffin, C.S.Sp. †         | 1943-1955  |                                    |
| 3º                       | François-Xavier Vogt, C.S.Sp. † | 1923-1943  |                                    |
| 2º                       | Francis Hennemann, S.A.C. †     | 1914-1922  | Nomeado Bispo de Oudtshoorn        |
| 1º                       | Enrico Vieter, S.A.C. †         | 1890-1914  |                                    |
| Bispo-coadjutor          |                                 |            |                                    |
|                          | René Marie Graffin, C.S.Sp.     | 1931-1943  |                                    |
|                          | Francis Hennemann, S.A.C. †     | 1913-1914  |                                    |
| Bispos-auxiliares        |                                 |            |                                    |
|                          | Christophe Zoa                  | 2006-2008  | Nomeado Bispo de Sangmélima        |
|                          | Jean-Baptiste Ama               | 1974-1983  | Nomeado Bispo de Sangmélima        |
|                          | Paul Etoga                      | 1955-1961  | Nomeado Bispo-auxiliar de Mbalmayo |
| Administrador Apostólico |                                 |            |                                    |
|                          | Jean Mbarga                     | 2013-2014  | Bispo de Ebolowa                   |
|                          | François-Xavier Vogt, C.S.Sp. † | 1922-1923  | Bispo de Morogoro                  |